# Hussein Ammouta
Hussein Ammouta oder auch Lhoussaine Ammouta geschrieben (berberisch ⵍⵃⵓⵙⵉⵏ ⵄⵎⵓⵜⴰ; arabisch الحسين عموتة, DMG al-Ḥusain ʿAmmūta; * 24. Oktober 1969 in Khémisset) ist ein ehemaliger marokkanischer Fußballspieler und heutiger -trainer.

## Karriere

### Spieler

#### Verein
Zur Saison 1988/89 wechselte Ammouta von der U19 von IZK Khémisset in deren erste Mannschaft. Nach dem Ende der darauffolgenden Spielzeit wechselte er zu FUS Rabat. Dort verbrachte er einen Großteil seiner Karriere bis Sommer 1996 und gewann am Ende einmal den Pokal. Anschließend wechselte er nach Saudi-Arabien, wo er sich al-Riyad anschloss. Nach einer Spielzeit hier ging es weiter nach Katar, wo er nun für al-Sadd auflief und in der Saison 1999/2000 die Meisterschaft und den Pokal gewann. Nach einigen Jahren hier ging es dann in den VAE weiter beim Sharjah FC, wo er nochmal bis Ende 2002 spielte. Danach war seine letzte Station bis Sommer 2003 beim Qatar SC, wo er seine Karriere als Spieler auch beendete.

#### Nationalmannschaft
Ammouta war Teil der Mannschaft, welche am Fußballturnier der Olympischen Sommerspiele 1992 teilnahm. Er wurde im zweiten Gruppenspiel gegen Schweden eingesetzt.
Abseits dessen kam er auch noch in weiteren Spielen für die A-Nationalmannschaft zum Einsatz. So war sein erster bekannter Einsatz für diese am 2. September 1990 in der Qualifikation für den Afrika-Cup 1992 bei einem 4:0-Sieg über Mauretanien. Nebst einem weiteren Qualifikationsspiel zu diesem Turnier, wie auch zwei Freundschaftsspielen, kam er dann nur noch auch in einem Spiel der Qualifikation für den Afrika-Cup 1994 zum Einsatz.

### Trainer
Ein paar Jahre nach dem Ende seiner Spielerkarriere wurde er für zwei Spielzeiten Cheftrainer bei seinem ehemaligen Jugendklub IZK Khémisset und führte diesen Posten ab der Saison 2008/09 bei FUS Rabat weiter fort. Unter anderem gewann er mit dem Verein in dieser Zeit den CAF Confederation Cup 2010 und einmal den nationalen Pokal. Nachdem er direkt im Sommer 2011 anschließend an seine Trainerstelle in Rabat bei al-Sadd Technischer Direktor wurde, wechselte er dort im folgenden Sommer auf die Position des Cheftrainers und blieb bis Ende November 2015 im Amt. In dieser Zeit brachte er sein Team jeweils einmal zum Gewinn der Meisterschaft und des nationalen Super Cup sowie zwei Mal zum Gewinn des Emir of Qatar Cup.
Der nächste Verein, bei dem er an der Seitenlinie stand, war ab Januar 2017 Wydad Casablanca, mit welchen er innerhalb dieses Jahres die Meisterschaft und die CAF Champions League gewann. Nach etwas mehr als einem Jahr war es für ihn jedoch auch schon wieder vorbei. Sein nächster Job war dann der des Nationaltrainers von Marokko, für welche er erneut über den Zeitraum von einem Jahr das Amt des Trainers ausführte. Zu Beginn nahm er mit der Nationalmannschaft an der Afrikanischen Nationenmeisterschaft 2021 teil, welche sein Team schlussendlich auch gewann. Zum Ende des Jahres führte er das Team auch noch ins Viertelfinale des Arabien-Pokal 2021.
Anschließend kehrte er im August 2022 wieder zu Wydad zurück und stand mit der Mannschaft kurz darauf wieder im Finale der CAF Champions League, das gegen RS Berkane verloren wurde. Anfang Dezember desselben Jahres endete seine Zeit als Cheftrainer. Von Mai bis Juni 2023 war er für ein Spiel Trainer von FAR Rabat, ehe er vom jordanischen Verband für deren Männernationalmannschaft eingestellt wurde.